# 青木佐知
青木 佐知（あおき さち、旧姓：大竹、1983年8月28日 - ）は、元テレビ東京女性アナウンサー。

## 人物・来歴
- 身長 163cm。
- 群馬県桐生市出身。
- 愛称「サッチ」「大佐」（たいさ）など
- 群馬県立桐生女子高等学校から指定校推薦で法政大学法学部法律学科へ進学。卒業後、2006年テレビ東京入社。
- 幼少期から水泳を習い、選手として活躍しており、大学在学中は体育会水泳部に所属していた。法政大学体育会水泳部はスポーツ推薦入学者のみに入部を認める方針であったが、大竹は監督に直談判して入部への熱意を伝え、入部を許可されている。六大学冬季対抗戦では、50・100・200メートルの平泳ぎに出場し全て2位入賞（50メートル:35秒87、100メートル:1分14秒76、200メートル:2分40秒57）。
- 2008年4月5日から、『ウイニング競馬』新司会者として登板[1]。
- 2008年5月15日、プロ野球・東京ヤクルトスワローズ外野手の青木宣親との親密関係が明らかになった[2]。が、2009年10月2日付の「スポーツニッポン」で結婚することが明らかになったと報じられた｡
- 2009年10月10日、青木宣親と正式に結婚（婚姻届提出）[3]。
- 「世界卓球2009横浜大会」のテレビ東京女子アナウンサー公式応援ユニット「ピンポン7」のメンバー。
- 夫・青木宣親のサポートに専念したいとのことから、2010年3月27日の『ウイニング競馬』をもって担当していた全ての番組を降板し、有給休暇を消化した上で2010年4月末で退社。また、フリーには転向しないことを表明。
- 2010年7月にアメーバブログにて結婚後の本名である青木佐知名義でブログを開設。
- 2011年5月12日に、夫であるヤクルト・青木から佐知が妊娠5ヶ月であることを発表すると共に[4]、佐知自身も自らのブログ（5月12日付）で妊娠を報告した。5ヶ月後の2011年10月28日に第1子である長女を出産[5]。2013年7月3日、第二子男児を出産。
- 2014年3月にはサンデースクランブルにゲスト出演し、メジャーリーグでは家族もチームの一員と見做され、そのため選手の妻同士の交流が盛んであること、球場内には家族用の施設が充実していることなどを同じくゲストの吉井理人とともに語った。
- 夫である宣親がメジャーリーグに移籍して以降は米国に在住[6]したが、宣親がヤクルトに復帰した後は佐知自身も帰国している。

## 過去の出演番組
- ぷっちぬき（2006年7月3日 - ）※大橋未歩アナウンサーと交代するまではコーナー「女子アナ誕生物語」に出演（2006年6月27日に終了）。
- ビーチバレージャパン大会2006キャスター（放送は8月26日深夜）
- 2006プロ野球ドラフトキャスター
- 女子アナクッキング〜教えて!料理のアナとツボ〜（2006年11月10日 - 12月1日）
- ワールドビジネスサテライト（「トレンドたまご」コーナー月曜日担当、2006年10月2日 - 2007年3月26日）
- スポパラ・スポ魂!（火曜日担当、2006年10月3日 - 2007年3月27日）
- ツッコミ日本代表2006（2006年12月30日）
- メガスポ!（週末版、2007年4月7日 - 2008年3月30日）
- 激走!GT（2006年12月3日 - 2007年7月15日）
- スポパラ・メガスポ!（2007年4月5日 - 2009年3月26日（2007年4月 - 9月、2008年4月 - 2009年3月は木曜日担当、2007年10月 - 2008年3月は水曜日担当）
  - メガスポ!卓球女王決定戦2009（2009年1月10日、11日、18日、24日）
- ブランニュー!（2009年3月29日、4月5日）
- neo sports（2009年4月2日 - 2010年3月25日、2009年4月2日 - 9月24日は木曜担当、2009年9月30日 - 2010年3月25日は水、木担当）
- ウイニング競馬（井森美幸とコンビでの司会／2008年4月5日 - 2010年3月27日）
- 虎ノ門市場（不定期）
- ピラメキーノ（不定期）

### 著書
- うちの夫はメジャーリーガー（2014年8月26日、カンゼン）